# Typhlogastrura veracruzana
Typhlogastrura veracruzana är en urinsektsart som beskrevs av Palacios-Vargas och ?E. Thibaud 1985. Typhlogastrura veracruzana ingår i släktet Typhlogastrura och familjen Hypogastruridae. Inga underarter finns listade i Catalogue of Life.